# Carl Wilhelm Cederhielm
Carl Wilhelm Cederhielm (* 1705; † 1769) war ein schwedischer Freiherr (heute Montgomery) und Kammerherr sowie Mitbegründer der Königlich Schwedischen Akademie der Wissenschaften.

## Leben
Nach dem Tod seines Vaters 1730 übernahm Cederhielm das Landgut Lindholmen und heiratete im Jahr darauf Margareta von Strokirch. Auf dem Reichstag von 1734 machte Cederhielm den Vorschlag zur Einrichtung eines Klosters für unverheiratete, adlige Töchter, das mit Beschluss des Reichstags von 1738 in Schloss Vadstena eingerichtet wurde.
Im Jahr darauf war er am 2. Juni im Riddarhuset anwesend, als die Königlich Schwedische Akademie der Wissenschaften gegründet wurde. Einige Jahre zuvor war ein solcher Gründungsversuch zusammen mit Sten Bielke noch gescheitert.
Zusammen mit seinem Cousin Arvid Ehrenmalm reiste er 1741 nach Lappland, um die Gebiete im Hinblick auf Ackerbau und Bebauung zu bewerten. Sie besuchten u. a. Sollefteå, Resele, Junsele und Åsele. Die Ergebnisse wurden von Ehrenmalm in Resa igenom Wäster-Norrland til Åsehle lappmark veröffentlicht.